# Kapo (obóz koncentracyjny)

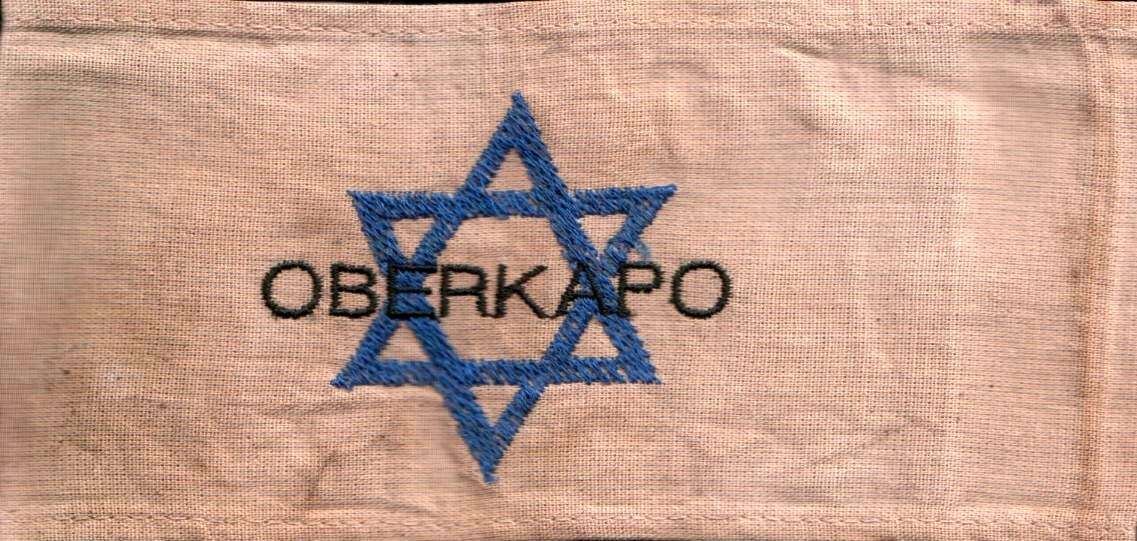

Kapo – oznaczenie funkcji pełnionej przez więźniów w niemieckich obozach koncentracyjnych.
Kapo był nadzorcą komanda. Na kierownicze funkcje wybierano często pospolitych kryminalistów i sadystów. Kapo mimo że był więźniem, cieszył się wieloma przywilejami. W zamian za pełnioną funkcję dostawał m.in. dodatkowe porcje wyżywienia. Miał bardzo dużą władzę nad podległymi więźniami – za pobicie, odebranie jedzenia, czy nawet zabicie więźnia nie groziły mu żadne kary. Niektórzy słynęli z dużego sadyzmu, zdarzali się jednak wśród nich członkowie obozowego ruchu oporu.

## Etymologia
Istnieją trzy hipotezy dotyczące etymologii słowa „kapo”:
- Hipoteza „niemiecka” wywodzi to słowo ze skrótu niemieckiego brzmienia określenia: Kameradenpolizei (dosł. „policja koleżeńska”). Odzwierciedla to analogiczne skróty często funkcjonujące w języku niemieckim (Kripo, Gestapo), a zarazem współbrzmi z wieloma innymi eufemizmami i nieadekwatnymi pojęciami stosowanymi w kontekście obozów (Ostateczne rozwiązanie, Arbeit macht frei, samorząd więźniarski, specjalne potraktowanie itd.).
- Hipoteza „włoska” związana jest z tym, że przed I wojną światową w południowych Niemczech masowo pracowali robotnicy z Włoch, którzy określali swoich niemieckich przełożonych włoskim słowem „capo” (dosł. „głowa”, ale także przywódca, naczelnik, zob. Capo di tutti capi). Zwyczaj ten przejęli niektórzy robotnicy niemieccy (z tym, że określenie to zapisywali zgodnie z niemiecką pisownią „kapo”).
- Hipoteza „francuska” jest bardzo zbliżona do poprzedniej z tym, że słowo „kapo” wywodzi ze zniekształconego francuskiego słowa „caporal” (dosł. „kapral”). W myśl tej hipotezy masowo zatrudniani podczas I wojny światowej w niemieckich fabrykach francuscy jeńcy wojenni tak nazywali swoich niemieckich nadzorców.